# Scopula mollis
Scopula mollis là một loài bướm đêm trong họ Geometridae.